# 在家日蓮宗浄風会

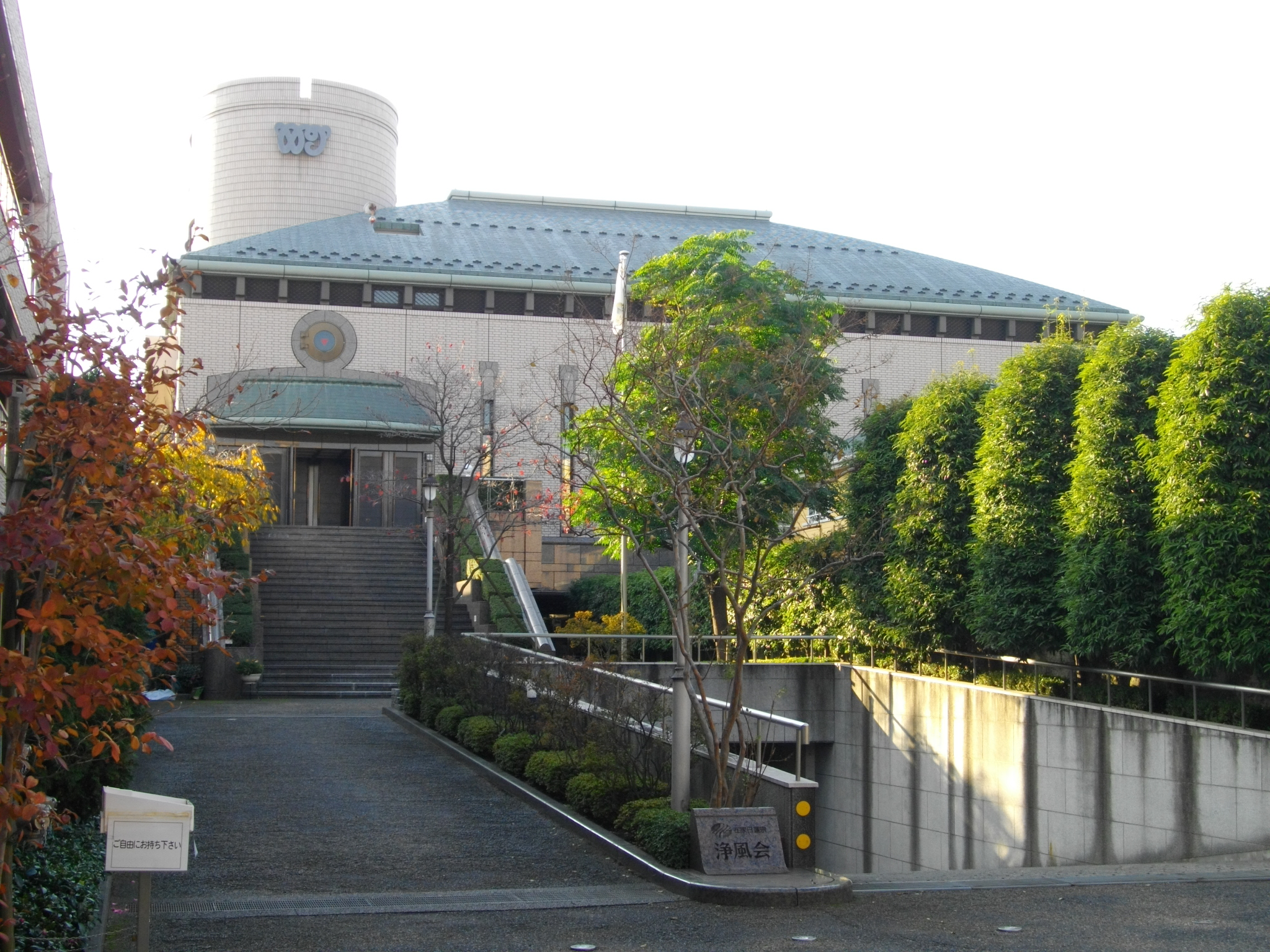
在家日蓮宗浄風会本部

在家日蓮宗浄風会（ざいけにちれんしゅうじょうふうかい）は、秋尾真禄によって設立された、法華系仏教教団である。
最大の特徴は、法華宗八品派の日隆門流として伝統教学を護持しながらも、寺院仏教とは一線を画し、在家主義を標榜し実践している点にある。
設立時より、既存の寺院仏教は江戸期の寺請制度や檀家制度の弊害から権威主義、商業主義に陥り、仏教本来のあり方から外れてしまっていると捉え、現在では寺院から完全に独立している。出家僧侶を一切置かずに、信者は全て在家の立場のまま、研究、教育、儀式、布教等の運営を行なっている。
いわゆる伝統宗教の教団組織を引き継いでいないため、新宗教に分類される場合もある。
信者数21,061名。

## 設立者
秋尾真禄

## 門流の系譜
日蓮を祖師と仰ぐ。

日朗、日像を仰ぎ、日朗門流、四条門流の流れをくむ。

日隆を門祖と仰ぎ、八品門流の系譜に連なる。

日扇を在家信行提唱の師と仰ぐ。

## 近年の沿革
1916年（大正５）　　日扇の高弟・多羅尾清車が「本門仏立宗本法会」を発足。

1922年（大正１１）　秋尾真禄が本門仏立宗本法会を継ぐ。

1931年（昭和６）　　本門仏立宗本法会が発展し「本門八品浄風教会」を設立。秋尾真禄が初代会長に就任。

1944年（昭和１９）　山崎廉吉が二代会長に就任し、「在家日蓮宗浄風会」と改称。

1946年（昭和２１）　本部道場を東京・飯田橋に移転。

1953年（昭和２８）　宗教法人認証、同年7月11日登記完了。 

1955年（昭和３０）　東京・飯田橋に新道場建設。 

1971年（昭和４６）　鈴木基靖が三代会長に就任。

1987年（昭和６２）　泰永二郎が四代会長に就任。

1992年（平成４）　　東京・千駄木に本部を移転。